# Vinterbrødre
Vinterbrødre è un film del 2017 diretto da Hlynur Pálmason.

## Trama
Due fratelli lavorano in una cava di calcare durante un freddo inverno. Una faida violenta scoppia tra loro e un'altra famiglia a causa di una ragazza.

## Riconoscimenti
- 2017 - Festival di Locarno
  - Pardo per la miglior interpretazione maschile ad Elliott Crosset Hove
- 2018 - Premio Robert
  - Miglior film
  - Miglior regista a Hlynur Pálmason
  - Miglior attore ad Elliott Crosset Hove
  - Miglior attrice non protagonista a Vic Carmen Sonne
  - Miglior fotografia a Maria von Hausswolff
  - Miglior scenografia a Gustav Pontoppidan
  - Migliori costumi a Nina Grønlund
  - Miglior trucco a Katrine Tersgov
  - Miglior sonoro a Lars Halvorsen
  - Candidatura per il miglior attore non protagonista a Lars Mikkelsen
  - Candidatura per il miglior attore non protagonista a Simon Sears
  - Candidatura per la miglior sceneggiatura originale a Hlynur Pálmason
  - Candidatura per il miglior montaggio a Julius Krebs Damsbo
  - Candidatura per il miglior colonna sonora a Toke Brorson Odin
- 2018 - Premio Bodil
  - Miglior film
  - Miglior fotografia a Maria von Hausswolff
  - Candidatura per il miglior attore ad Elliott Crosset Hove
  - Candidatura per il miglior attore non protagonista a Simon Sears